# 周家坡站
周家坡站是南宁轨道交通5号线的地铁车站，位于中华人民共和国广西壮族自治区南宁市江南區壮锦大道与亭洪西路交叉口东侧地下。
本站于2021年12月16日随5号线开通而投入使用，设有4个出入口和1个岛式站台。

## 设施

### 结构
本站设有3层，地面为出入口，地下一层为站厅，地下二层为設備层，地下三层为5号线月台。
| 地面     | 出入口                      | 出入口                      |
| 地下一层 | 大堂                        | 客服中心、商店、自助服務    |
| 地下二层 | 車站設備                    |                             |
| 地下三层 |                             | █ 5号线列車往国凯大道站方向 |
| 地下三层 | 島式月台                    |                             |
| 地下三层 | █ 5号线列車往金橋客運站方向 |                             |

### 出入口
本站形似狹長的方形，設有4個出入口。
| 出口編號            | 建議前往的目的地                     |
| ------------------- | ------------------------------------ |
| A出入口             | 五一派出所、江南街道办事处           |
| B出入口             | 海吉星市场                           |
| C出入口             | 晨曦石油加油站、南宁市公安局江南分局 |
| D出入口             | 新塘路                               |
| 注： 設有无障碍电梯 |                                      |